# Gilbert Elliot, 2. hrabě z Minto
Gilbert Elliot, 2. hrabě z Minto (Gilbert Elliot–Murray–Kynynmound, 2nd Earl of Minto, 2nd Viscount Melgund, 2nd Baron Elliot) (16. listopadu 1782, Glasgow, Skotsko – 31. července 1859, Postupim, Německo) byl britský státník a diplomat ze skotské šlechtické rodiny. Postupně byl členem obou komor parlamentu, kde podporoval liberální reformy, byl také vyslancem v několika evropských zemích. Dvanáct let byl také ministrem v britských liberálních vládách.

## Politická kariéra
Pocházel ze staré skotské šlechty, byl synem diplomata a státníka 1. hraběte z Minto. Studoval v Etonu, Edinburghu a v Cambridge, v letech 1806–1814 byl členem Dolní sněmovny za stranu whigůl, poté po otci zdědil rodové tituly a přešel do Sněmovny lordů (1814). V Horní sněmovně podpořil emancipaci katolíků a parlamentní reformu z roku 1832. V letech 1832–1833 vyslancem v Berlíně, od roku 1832 též členem Tajné rady, po návratu z Německa obdržel Řád lázně. V Melbournově zastával funkci prvního lorda admirality (1835–1841), v kabinetu svého zetě Johna Russella byl lordem strážcem tajné pečeti (1846–1852). V roce 1847 byl pověřen diplomatickou misí v Itálii.

## Rodina a potomstvo
V roce 1806 se oženil s Mary Brydone (1786–1853), dcerou skotského cestovatele a spisovatele Patricka Byrdone a švagrovou admirála Sira Charlese Adama. Z jejich manželství se narodilo jedenáct dětí. Nejstarší syn Gilbert (1807–1817) zemřel v dětství, dědicem titulů byl druhorozený William (1814–1891), který byl předtím poslancem Dolní sněmovny. Třetí syn Sir Henry Elliot (1817–1907) byl dlouholetým britským velvyslancem v Istanbulu a Vídni, čtvrtý syn Sir Charles Elliot (1818–1895) byl admirálem a velitelem v Severním moři. Z dcer se Frances (1815–1898) provdala za liberálního státníka a dvojnásobného premiéra Johna Russella.